# Panarda
La panarda è un'antica tradizione abruzzese e dell'Italia centrale, nata come consuetudine di rifocillare i poveri.
Sebbene sia celebrata in varie ricorrenze di diversi comuni dell'Abruzzo, è ufficialmente riconosciuta a Lanciano, come componente della celebrazione del Mastrogiurato.
Altri centri Abruzzesi storicamente riconosciuti che organizzano la Rievocazione della Panarda sono L'Aquila, Luco dei Marsi, Rocca di Botte, Sulmona e Villavallelonga.

## La tradizione
L'importanza del consumare collettivamente i pasti ha sempre avuto valenze molteplici e basilari.
Per le genti d'Abruzzo la ritualità e la sacralità di onorare l'ospite a tavola ha radici antichissime. Nasce così in secoli tumultuosi e precari, soprattutto a partire dal '500-'600, il rito della panarda.
L'etimologia della parola è incerta. Il termine greco pan significa "tutto", mentre l'arabo ardo indica "caldo", "fuoco". 
Ci si riferisce comunque a una situazione d'abbondanza, in questo caso alimentare, senza dimenticare l'aspetto sociale e religioso.
Decine di pietanze preparate in onore degli ospiti, mai meno di venti, i quali non potevano esimersi dal favorire ogni singola portata, pena l'irrimediabile grave offesa al padrone di casa.
Leggende e cronache attribuiscono alcune panarde al significato di ex voto, altre invece si allestivano per dare sfoggio di potenza e di agio.
Alcune pietanze non potevano mancare assolutamente, come il lesso, i brodi e le zuppe, così come arrosti di agnello, la pecora a lu cutture, l'agnello cace e ova, pizz'e foje, le pizzelle, le fave con le panette, integrando il menù con pesci arrosto, frutta e verdure di stagione, salumi e formaggi.
I piatti seguivano indubbiamente l'evolversi dei tempi, che con l'arrivo del pomodoro nell'uso quotidiano ebbero nuove e più ampie sfumature e varietà. La panarda è interminabile, e sovente si abbinava a veglie di preghiera, soprattutto nel periodo delle celebrazioni in onore di Sant'Antonio abate. 	
L'esigenza di consolidare amicizie e alleanze, così come la necessità dell'unione della comunità, erano verosimilmente la motivazione alla base di questi interminabili banchetti, che indubbiamente già si consumavano ben prima di molti eventi religiosi che oggi accompagnano le panarde

## La Panarda nella festa del Mastrogiurato di Lanciano

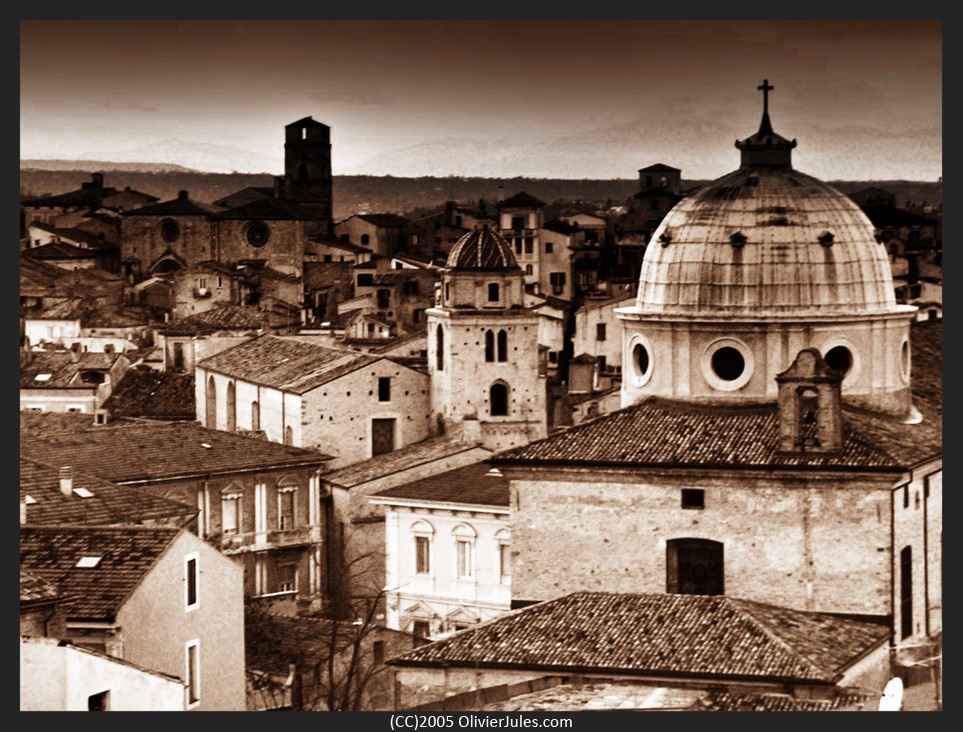
Foto ritoccata del centro storico di Lanciano

Durante la cosiddetta "Settimana Medievale", ossia il periodo delle feste di settembre a Lanciano, in provincia di Chieti, si svolge la tradizionale "cena della Panarda". Ufficialmente, dal 1981, questa tradizione è stata inclusa nella settimana della celebrazione della festa del Mastrogiurato della città.
La Panarda, dunque, nel Mastrogiurato è una grande abbuffata che si svolge esattamente gli ultimi due giorni del mese di agosto, durante la celebrazione della festa di Sant'Egidio. Le sue origini sono antichissime, risalenti alla seconda metà del Quattrocento, anche se la leggenda vuole che sia stata istituita dal re Carlo II lo Zoppo quando inaugurò per la prima volta nel 1304 il Mastrogiurato nei pressi di Napoli.
A Lanciano presso il Polo Museale Santo Spirito nel giardinetto quadrangolare intorno al portico dell'antico convento medievale si svolge una tavolata enorme in cui vengono servito ogni tipo di pietanza, dalla zuppa di farro ai cosciotti di agnello.
La Panarda si svolgeva, dal 2010 al 2016 presso il chiostro dell'ex comvento di Santo Spirito dei Celestini a Lanciano. Successivamente è stata modificata in stand gastronomici medievaleggianti nell'allestimento della fiera a tema nel Largo dell'Appello, presso le Torri Montanare. 
Una Panarda simile si svolge nel chiostro del convento di San Francesco a Guardiagrele, in occasione della rassegna estiva della Mostra dell'artigianato artistico Abruzzese.

### Storia della Panarda a Lanciano
La Panarda, secondo la tradizione lancianese, venne celebrata per la prima volta a Lanciano in pieno Rinascimento. Il signorotto della città o di uno dei quartieri storici decideva esattamente agli inizi di settembre di organizzare una festa di proporzioni gigantesche interamente dedicata al popolo della città. Infatti egli lo faceva per "addolcire" i rapporti tra ricco e povero della contea, da secoli rimasti in contrapposizione. Dunque, sempre nella chiesetta di Santo Spirito (oggi sconsacrata), il signorotto locale faceva imbandire lunghe e larghe tavole affinché quasi l'intera città di Lanciano potesse sedervisi e partecipare al banchetto. Uno scoppio di cannone segnava l'inizio del rituale e del servizio dei pasti, che potevano contare dalle 40 alle 50 portate. Un addetto al servizio e alla sicurezza, il "Guardiano della Panarda", controllava che tutto andasse secondo le regole senza disordini. Se sorprendeva qualche popolano che si rifiutava di partecipare al servizio dei pasti o che non finiva la propria portata sparava in aria un colpo di fucile. Se costui si ostinava a fuggire o a non mangiare ancora veniva preso e punito severamente.
Secondo il calendario delle giornate di celebrazione del Mastrogiurato, la Panarda è posta tra la quarta, la quinta e la sesta serata delle sette giornate di festa.

## La Panarda nell'ambito della Giostra Cavalleresca di Sulmona
Una importante interpretazione della Panarda si tiene anche nella città di Sulmona. Questa rievocazione storico-culturale, come tutte le altre Panarde, si rifà alle vestigia del passato in Valle Peligna ove i feudatari dell'epoca, in occasioni di ricorrenze annuali (come per es. la vendemmia, la raccolta del grano, l'uccisione del maiale ecc.), s'impegnavano a organizzare dei veri e propri pranzi luculliani per incontrare e ringraziare i propri feudatari per il lavoro svolto che erano il sostegno e la fonte di ricchezza di tutto il feudo e dello stesso feudatario.
Nella città di Sulmona questo importante evento viene interamente progettato e organizzato dal "Sestiere Porta Manaresca", nell'ambito degli eventi contestuali alle annuali edizioni della Giostra Cavalleresca di Sulmona che si tengono nel periodo intercorrente tra l'ultima settimana di luglio e la prima settimana di agosto.
L'evento viene organizzato a Sulmona in Piazza Largo Palizze, sede storica del Sestiere, dove viene allestita un'unica tavolata a forma di ferro di cavallo e dove i commensali prendono posto da un solo lato per avere la visuale sul centro della piazzetta, dove vengono organizzati vari suggestivi spettacoli (sbandieratori, chiarine, tamburini, danze e musiche rinascimentali, duelli medievali, rappresentazioni teatrali, mangiafuochi, ecc), il tutto a rievocare all'aperto i fasti delle tante corti rinascimentali dell'Italia tra il 1400 e il 1600.
I circa 100 commensali presenti nelle varie edizioni annuali vengono allietati da un menù altamente qualificato, costituito dalle canoniche "24 Portate" studiate e preparate dallo staff del Sestiere con la fattiva consulenza e sotto la supervisione organizzativa e realizzativa di importanti chef ristoratori della città di Sulmona. Viene inoltre proposta un'importante Carta dei Vini composta generalmente da 6/7 etichette, tutte appositamente studiate ad accompagnamento e abbinamento alle importanti pietanze proposte.
Va inoltre citata la maniacale attenzione a tutti i dettagli storici nell'ambito dell'organizzazione dell'evento, che vanno dall'allestimento della piazzetta (dove vengono coperti tutti i segnali stradali con i simboli del Sestiere, tutti i garage e i portoni non storici coperti con finte porte realizzate all'uopo dallo staff e due enormi tendaggi a mo' di sipario nei due ingressi all'evento), all'allestimento della tavolata (tutta organizzata a livello di cena al lume di candela e dove non esistono suppellettili in materie plastiche, che invece sono costituite da piatti, sottopiatti, bicchieri, brocche e cestini portapane realizzate in ceramica e personalizzate coi simboli del Sestiere da mastri vasai della città) e dalle sedie assolutamente in legno, dotate di cuscini realizzati a mano, per finire con tutto lo staff presente in piazzetta (Maestro della Panarda, camerieri, addetti ai vini, addetti alle candele, Maestro cerimoniere, addetti al trasporto vivande, speaker e addetto agli spettacoli, dame di accompagnamento e tutti i figuranti) assolutamente in costumi storici con unica eccezione costituita dal poter indossare sul costume il foulard ufficiale rappresentante i colori sociali del Sestiere.